# Gustav Körber
Gustav Adolf Körber (8. prosince 1816 Liběšice – 13. dubna 1898 Vídeň) byl rakouský soudce a politik německé národnosti z Čech, poslanec Českého zemského sněmu.

## Biografie
Vystudoval práva a byl kandidátem práv. Od roku 1840 působil jako substitut (zástupce) státního návladního v Mostě, od roku 1846 byl auskultantem u zemského soudu. V roce 1873 se stal radou Vrchního zemského soudu v Praze, už v roce 1875 ale nastoupil na post dvorního rady u Nejvyššího soudního dvora ve Vídni. Do penze odešel roku 1888. Císař mu při té příležitosti udělil Císařský rakouský řád Leopoldův.
V 70. letech se zapojil i do vysoké politiky. V doplňovacích zemských volbách v roce 1873 byl zvolen na Český zemský sněm, kde zastupoval kurii městskou, obvod Praha-Malá Strana. Politicky se profiloval jako německý liberál (takzvaná Ústavní strana, liberálně a centralisticky orientovaná, odmítající federalistické aspirace neněmeckých etnik).
Zemřel v dubnu 1898.